# Lauren Price
Lauren Louise Price (Newport, 25 giugno 1994) è una pugile, kickboxer ed ex calciatrice gallese.

## Carriera sportiva

### Calcio
Price ha giocato a calcio nel ruolo di difensore con la squadra del Cardiff City, vincendo la Welsh Women's Premier League durante la stagione 2012-13. È stata inoltre capitano della nazionale gallese Under-19, venendo inoltre convocata nella nazionale maggiore debuttandovi nel 2012.
Nel 2014 si è ritirata dal calcio per concentrarsi sulla sua carriera di pugile.

### Pugilato
Già campionessa mondiale di kickboxing all'età di 12 anni, all'età di 17 anni, con all'attivo un solo incontro amatoriale, Lauren Price vince la medaglia di bronzo ai campionati europei di Rotterdam 2011 nei pesi welter. Partecipa al primo torneo femminile di pugilato che si è svolto ai Giochi del Commonwealth di Glasgow 2014, vincendo un altro bronzo nella categoria dei pesi medi.
Nel 2018 ottiene pure la sua prima medaglia ai campionati mondiali, guadagnando il bronzo a Nuova Delhi. Vince la medaglia d'oro ai Giochi europei di Minsk 2019, sconfiggendo 4-1 l'esperta olandese Nouchka Fontijn, e quattro mesi dopo diventa campionessa mondiale dei pesi medi, superando la stessa Fontijn dopo un appello che ha ribaltato il risultato non unanime della finale.

## Palmarès

### Per la Gran Bretagna
- Giochi olimpici

Tokyo 2020: oro nei pesi medi.
- Giochi europei

Minsk 2019: oro nei pesi medi.

### Per il Galles
- Mondiali

Nuova Delhi 2018: bronzo nei pesi medi.
Ulan-Udė 2019: oro nei pesi medi.
- Europei

Rotterdam 2011: bronzo nei pesi welter.
Sofia 2016: bronzo nei pesi medi.
Sofia 2018: bronzo nei pesi medi.
- Giochi del Commonwealth

Glasgow 2014: bronzo nei pesi medi.
Gold Coast 2018: oro nei pesi medi.